# 康虎振
康虎振（1930年7月—2022年4月15日），山西洪洞人，中国人民解放军四川省军区正军职离休干部、贵州省军区原政委。

## 生平
康虎振1945年7月入伍，1947年10月加入中国共产党。历任战士、通信员、班长、排长、副连长、连长、副参谋长、参谋长、副团长、团长、第149师副师长、149师师长、第50军副军长、第50军军长等职。
2022年4月15日，康虎振因病于成都逝世，享年91岁。讣告刊登在6月9日的《解放军报》。